# فيانارانتسوا
فيانارانتسوا (بالإنجليزية: Fianarantsoa)‏، هي مدينة تقع في منطقة هوت ماتسياترا. يبلغ عدد سكانها حوالي 190,318 نسمة حسب تقديرات 2013.

## المناخ
| البيانات المناخية لـFianarantsoa   | البيانات المناخية لـFianarantsoa | البيانات المناخية لـFianarantsoa | البيانات المناخية لـFianarantsoa | البيانات المناخية لـFianarantsoa | البيانات المناخية لـFianarantsoa | البيانات المناخية لـFianarantsoa | البيانات المناخية لـFianarantsoa | البيانات المناخية لـFianarantsoa | البيانات المناخية لـFianarantsoa | البيانات المناخية لـFianarantsoa | البيانات المناخية لـFianarantsoa | البيانات المناخية لـFianarantsoa | البيانات المناخية لـFianarantsoa |
| الشهر                              | يناير                            | فبراير                           | مارس                             | أبريل                            | مايو                             | يونيو                            | يوليو                            | أغسطس                            | سبتمبر                           | أكتوبر                           | نوفمبر                           | ديسمبر                           | المعدل السنوي                    |
| ---------------------------------- | -------------------------------- | -------------------------------- | -------------------------------- | -------------------------------- | -------------------------------- | -------------------------------- | -------------------------------- | -------------------------------- | -------------------------------- | -------------------------------- | -------------------------------- | -------------------------------- | -------------------------------- |
| متوسط درجة الحرارة الكبرى °م (°ف)  | 26.2 (79.2)                      | 26.1 (79.0)                      | 25.3 (77.5)                      | 24.5 (76.1)                      | 22.6 (72.7)                      | 20.4 (68.7)                      | 19.7 (67.5)                      | 20.4 (68.7)                      | 23.0 (73.4)                      | 25.0 (77.0)                      | 26.1 (79.0)                      | 26.3 (79.3)                      | 23.8 (74.8)                      |
| المتوسط اليومي °م (°ف)             | 20.8 (69.4)                      | 20.8 (69.4)                      | 20.0 (68.0)                      | 18.9 (66.0)                      | 16.7 (62.1)                      | 14.5 (58.1)                      | 14.0 (57.2)                      | 14.4 (57.9)                      | 16.2 (61.2)                      | 18.3 (64.9)                      | 19.7 (67.5)                      | 20.4 (68.7)                      | 17.9 (64.2)                      |
| متوسط درجة الحرارة الصغرى °م (°ف)  | 17.2 (63.0)                      | 17.2 (63.0)                      | 16.5 (61.7)                      | 15.2 (59.4)                      | 12.7 (54.9)                      | 10.5 (50.9)                      | 10.1 (50.2)                      | 10.2 (50.4)                      | 11.2 (52.2)                      | 13.4 (56.1)                      | 15.3 (59.5)                      | 16.6 (61.9)                      | 13.8 (56.8)                      |
| الهطول مم (إنش)                    | 227.8 (8.97)                     | 220.8 (8.69)                     | 137.6 (5.42)                     | 46.4 (1.83)                      | 27.3 (1.07)                      | 16.5 (0.65)                      | 24.6 (0.97)                      | 21.4 (0.84)                      | 18.0 (0.71)                      | 61.5 (2.42)                      | 124.9 (4.92)                     | 241.4 (9.50)                     | 1٬168٫2 (45.99)                  |
| متوسط أيام هطول الأمطار (≥ 1.0 mm) | 15                               | 14                               | 13                               | 7                                | 5                                | 5                                | 6                                | 6                                | 3                                | 6                                | 11                               | 16                               | 107                              |
| ساعات سطوع الشمس الشهرية           | 191.1                            | 171.0                            | 175.4                            | 184.8                            | 186.0                            | 165.9                            | 163.5                            | 191.1                            | 220.5                            | 230.4                            | 208.0                            | 190.1                            | 2٬277٫8                          |
| المصدر: NOAA                       |                                  |                                  |                                  |                                  |                                  |                                  |                                  |                                  |                                  |                                  |                                  |                                  |                                  |